# 하이버니언 FC
하이버니언 FC(영어: Hibernian Football Club)는 스코틀랜드의 축구 클럽이다. 에든버러를 근거로 하고 있으며 같은 도시에 연고지를 두고 있는 하트 오브 미들로시언 FC와 지역 라이벌 관계에 있다. 아일랜드의 이민자들이 1875년에 하이버니언스라는 이름으로 클럽을 만들었으며 이는 팀의 이름(하이버니아는 로마어로 아일랜드를, 하이버니언은 아일랜드인을 뜻한다)과 상징 색깔, 그리고 로고에 나타난다. 하지만 현재에는 아일랜드의 민족성이나 종교는 그다지 중요하게 받아들여지지 않고 있다. 현재 스코티시 프리미어십에 참가하고 있다. 스코틀랜드 축구 최상위 리그에서 4회 우승 경력이 있으며 스코틀랜드 축구의 양대 산맥인 레인저스 FC와 셀틱 FC 다음으로 많은 우승 횟수이다.

## 역대 성적
- 스코틀랜드 1부 리그, 스코틀랜드 리그 프리미어 디비전 (현 스코틀랜드 프리미어리그)

우승 (4): 1903, 1948, 1951, 1952
- 스코틀랜드 1부 리그, 스코틀랜드 리그 프리미어 디비전 준우승

우승 (6): 1897, 1947, 1950, 1953, 1974, 1975
- 스코틀랜드 컵

우승 (3): 1887, 1902, 2016
- 스코틀랜드 컵 준우승

우승 (9): 1896, 1914, 1923, 1924, 1947, 1958, 1972, 1979, 2001
- 스코틀랜드 리그 컵

우승 (3): 1972, 1991, 2007
- 스코틀랜드 리그 컵 준우승

우승 (6): 1950, 1969, 1974, 1985, 1993, 2004

## 선수 명단

### 현역
참고: FIFA 자격 규정에 따라 소속된 국가대표팀 국기를 표시합니다. 선수는 복수의 FIFA 비회원국 국적을 가지고 있을 수 있습니다.
| 번호 | 포지션 | 국적     | 이름          |
| ---- | ------ | -------- | ------------- |
| 1    | GK     | 잉글랜드 | 조세프 부르식 |
| 10   | FW     |          | 마틴 보일     |

| 번호 | 포지션 | 국적 | 이름 |
| ---- | ------ | ---- | ---- |

## 역대 감독
| 감독        | 임기        |
| ----------- | ----------- |
| 프랑크 소제 | 2001 ~ 2002 |
| 존 콜린스   | 2006 ~ 2007 |